# Île Aldea
Pour les articles homonymes, voir Aldea.
Aldea (en espagnol : Isla Aldea) est une île du Chili dans les îles Bugge. 

## Géographie
Elle se situe à quelques kilomètres à l'Ouest de la péninsule Antarctique. Elle est administrée dans le cadre du traité sur l'Antarctique. 

## Histoire
Elle a été nommée en 1947 par la Chilean Antarctic Expedition (en) en l'honneur du marin chilien Juan de Dios Aldea (en). 

### Revendications territoriales
Elle est revendiquée par l'Argentine qui l'inclut dans la province de Terre de Feu, Antarctique et Îles de l'Atlantique Sud ; par le Chili qui en fait une partie de la Commune de l'Antarctique chilien dans la province de l'Antarctique chilien et par le Royaume-Uni qui veut l'intégrer dans son territoire antarctique. 